# 杨维林
杨维林（1968年10月—），男，汉族，吉林省吉林市人，中华人民共和国政治人物，中国共产党党员。吉林大学法学院法学理论专业，博士研究生。曾任长春市人民政府副市长、市公安局局长，广西壮族自治区人民政府副主席、自治区公安厅厅长。现任公安部副部长。

## 人物经历
杨维林长期在故乡吉林省工作。他从吉林大学毕业后曾在吉林市税务局、吉林省人民检察院、吉林省公安厅等单位服务。2014年10月，任四平市人民政府副市长、市公安局局长。2018年8月，任中共四平市委常委、政法委书记。2019年4月，任吉林省高级人民法院党组副书记，同年5月获任命为副院长。2021年12月，任长春市公安局局长，隔年2月获任命为长春市人民政府副市长。
2023年5月，跨省升任广西壮族自治区人民政府副主席、自治区公安厅厅长。
2025年7月，任公安部副部长。